# Drosophila quadriserrata
Drosophila quadriserrata är en tvåvingeart som beskrevs av Toyohi Okada och Carson 1982. Drosophila quadriserrata ingår i släktet Drosophila och familjen daggflugor.
Artens utbredningsområde är Nya Guinea.